# Język pendżabski

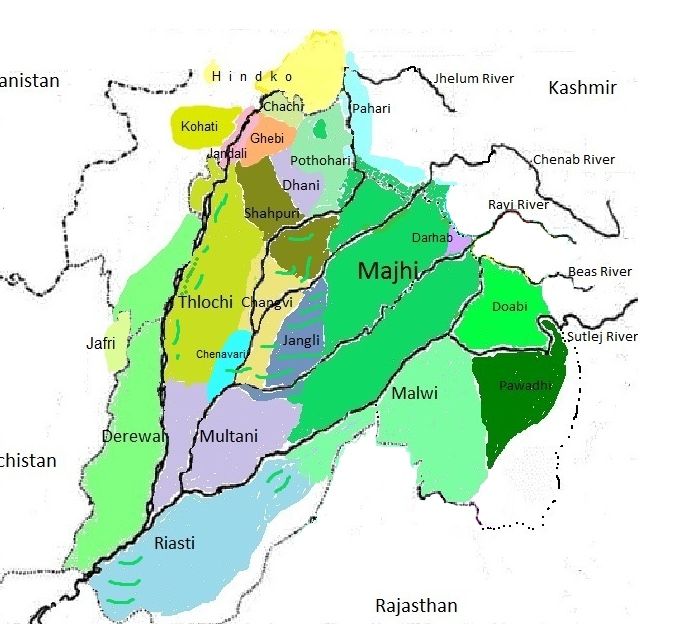
Dialekty pendżabskie

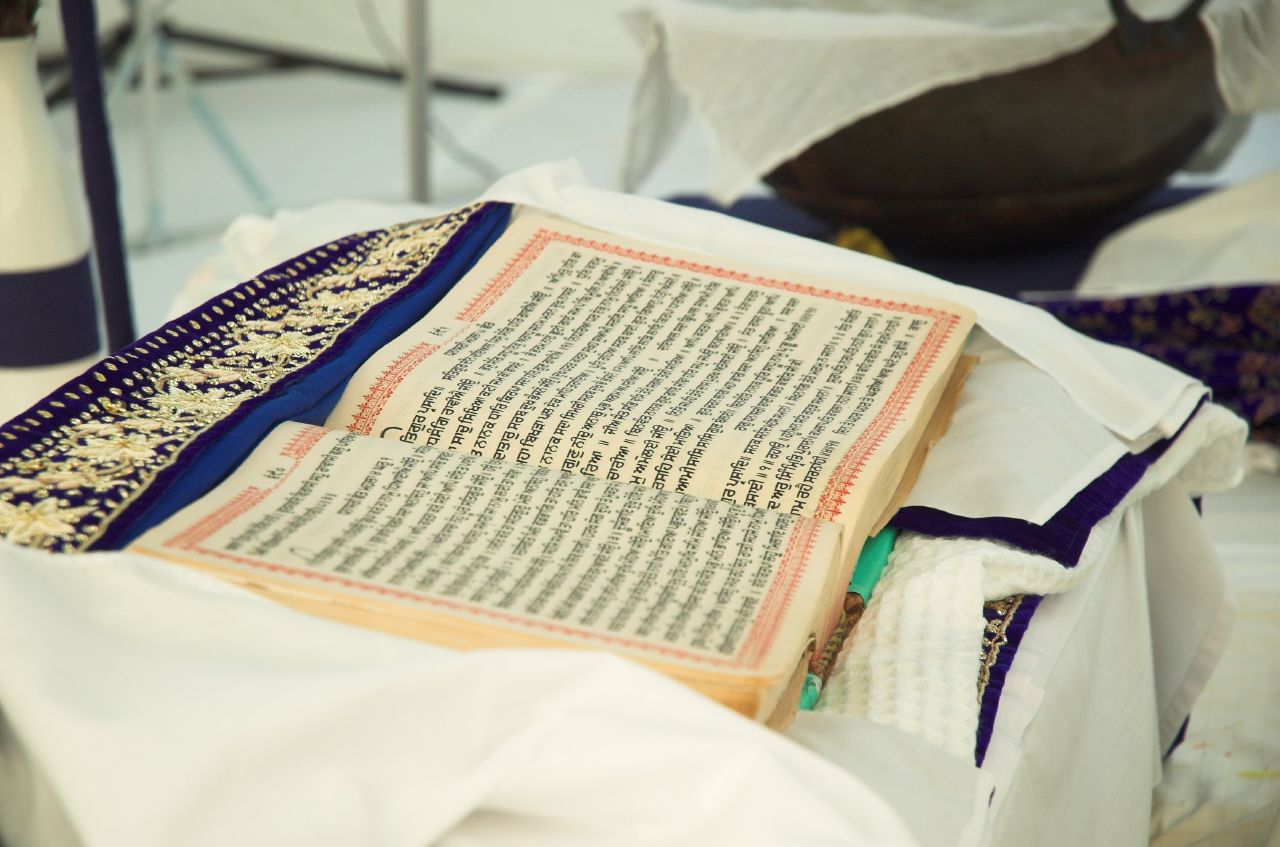
Guru Granth Sahib, święta księga sikhów zapisana alfabetem gurmukhi

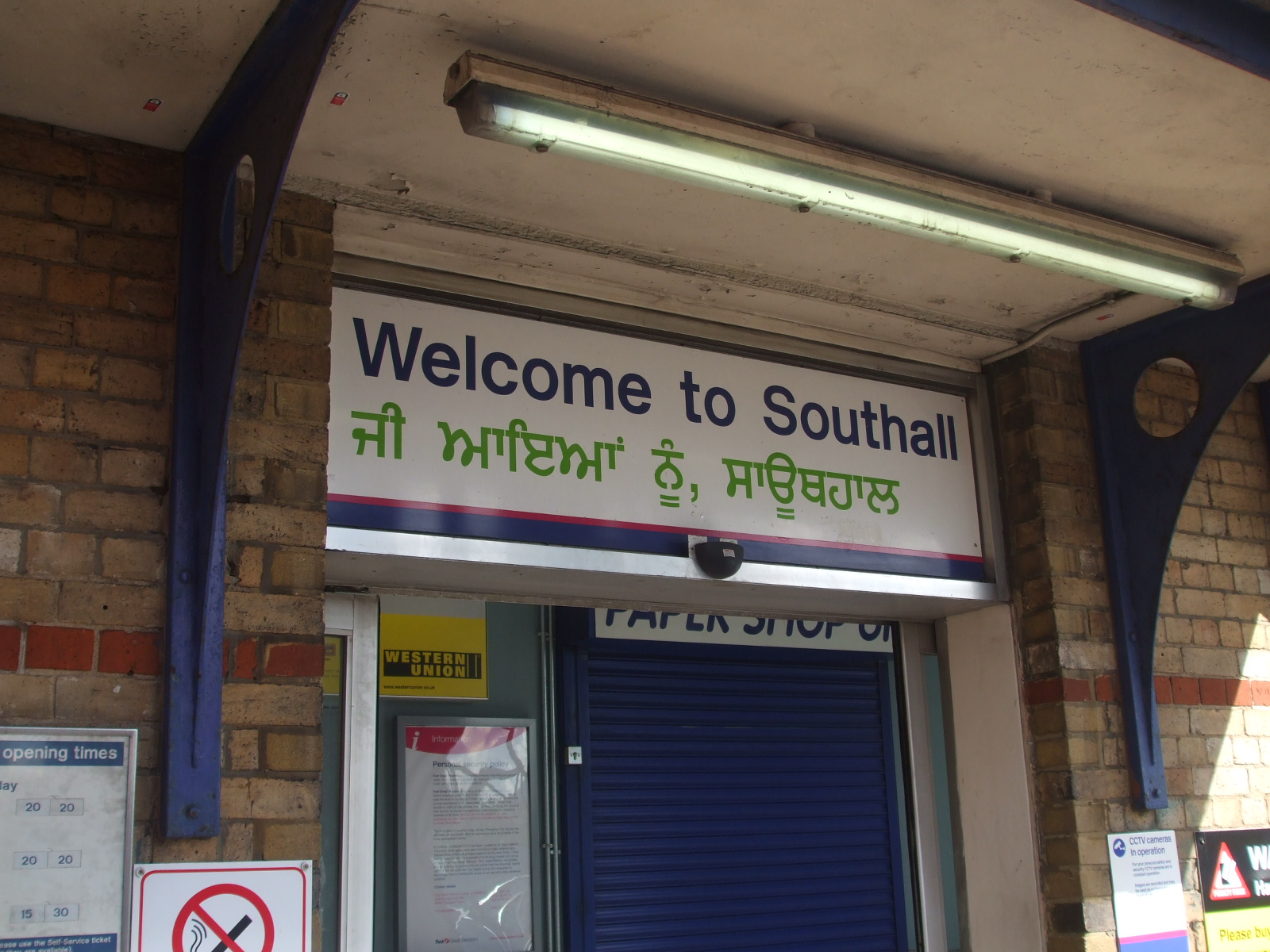
Tablica na stacji Southall w języku pendżabskim, pismo gurmukhi

Język pendżabski (ਪੰਜਾਬੀ pańdźabi), język wschodniopendżabski – język z centralnej grupy języków indoaryjskich indoeuropejskiej rodziny językowej, którym posługuje się ponad 28 mln osób, zamieszkujących historyczną krainę Pendżab na pograniczu indyjsko-pakistańskim. W indyjskim stanie Pendżab ma status języka urzędowego, nie jest natomiast urzędowym w pakistańskiej prowincji Pendżab.
Niekiedy za odmianę języka pendżabskiego uważany jest również język lahnda, używany w zachodnim Pendżabie (stąd jego alternatywna nazwa język zachodniopendżabski), jednakże zasadniczo klasyfikowany jest on jako odrębny język, którym posługuje się ok. 60 mln osób. Język zachodniopendżabski należy do grupy północno-zachodniej języków indoaryjskich, natomiast pendżabski język literacki, oparty na centralnym dialekcie madźhi, do grupy centralnej, wraz z hindi. Przyczyną częstego włączania dialektów lahnda do języka pendżabskiego jest to, iż pendżabski język literacki jest wspólny dla użytkowników zarówno wschodnich, jak i zachodnich dialektów Pendżabu.
Ponadto używany w okolicach miasta Dżammu język dogri, którym posługują się ok. 2 mln mówiących, niegdyś uważany za odmianę pendżabskiego, obecnie klasyfikowany jest jako jeden z tzw. języków pahari.
Na tle języków indoaryjskich pendżabski wyróżnia się tonalnością.

## Pismo
Do zapisu używa się, w zależności od państwa, szachmukhi (zmodyfikowanego pisma arabskiego) w Pakistanie, albo też gurmukhi, szachmukhi względnie dewanagari w Indiach.
Język pendżabski zapisywany pismem gurmukhi jest językiem tekstów i ceremonii religijnych dla ponad 15 mln sikhów – wyznawców sikhizmu.

## Dialekty[8]
Zachodnie
- multani – wyróżnia się odmiennym słownictwem, gramatycznie bliski dialektowi centralnemu, obecnie klasyfikowany jako odrębny język w ramach tzw. makrojęzyka lahnda[9]
- pothohari – okolice miasta Rawalpindi
- hindko – region Hazara, wyróżnia się odmiennym słownictwem

Centralny
- madźhi – używany w okolicach dwóch ważnych centrów kulturalnych – Amritsaru i Lahauru; postrzegany jako „najczystsza” odmiana pendżabskiego, stanowi podstawę języka standardowego[2].

Wschodnie
- doabi
- malwai – Ludhiana, zachodnia część dystryktu Patiala
- puadhi – wschodnia część dystryktu Patiala; wykazuje cechy przejściowe między pandźabi a hindi